# Camera dei deputati
Die Abgeordnetenkammer (italienisch Camera dei deputati, meist nur Camera genannt) ist im politischen System Italiens die größere der beiden Kammern des Parlaments.
Die Anzahl der Mitglieder der Abgeordnetenkammer, die als Abgeordnete (deputati) bezeichnet werden und den Titel onorevole (Abkürzung on. etwa ‚ehrenwert‘) führen, liegt bei 400. Das Amt des Abgeordneten wird im Gegensatz zu dem des Senators nur durch Wahl und für eine Dauer von fünf Jahren vergeben – mit Ausnahme des Falles einer vorgezogenen Parlamentsauflösung.
Das italienische Parlament (Abgeordnetenkammer und Senat) kann auch gemeinsam tagen.
Seit 1871 ist der Sitz der Abgeordnetenkammer der Palazzo Montecitorio in Rom.

## Geschichte

### Monarchie

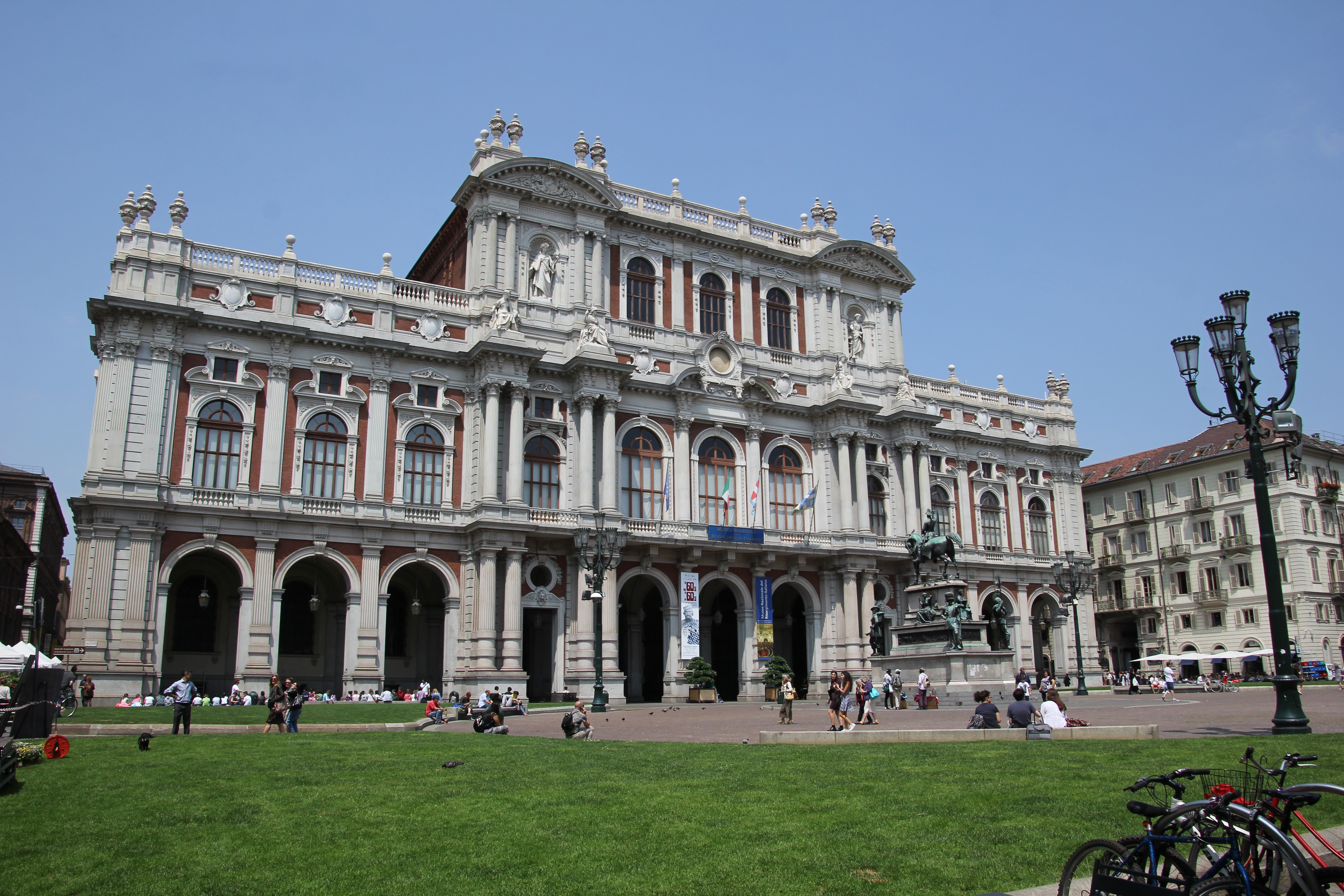
Der Palazzo Carignano in Turin, von 1848 bis 1865 Sitz der Abgeordnetenkammer

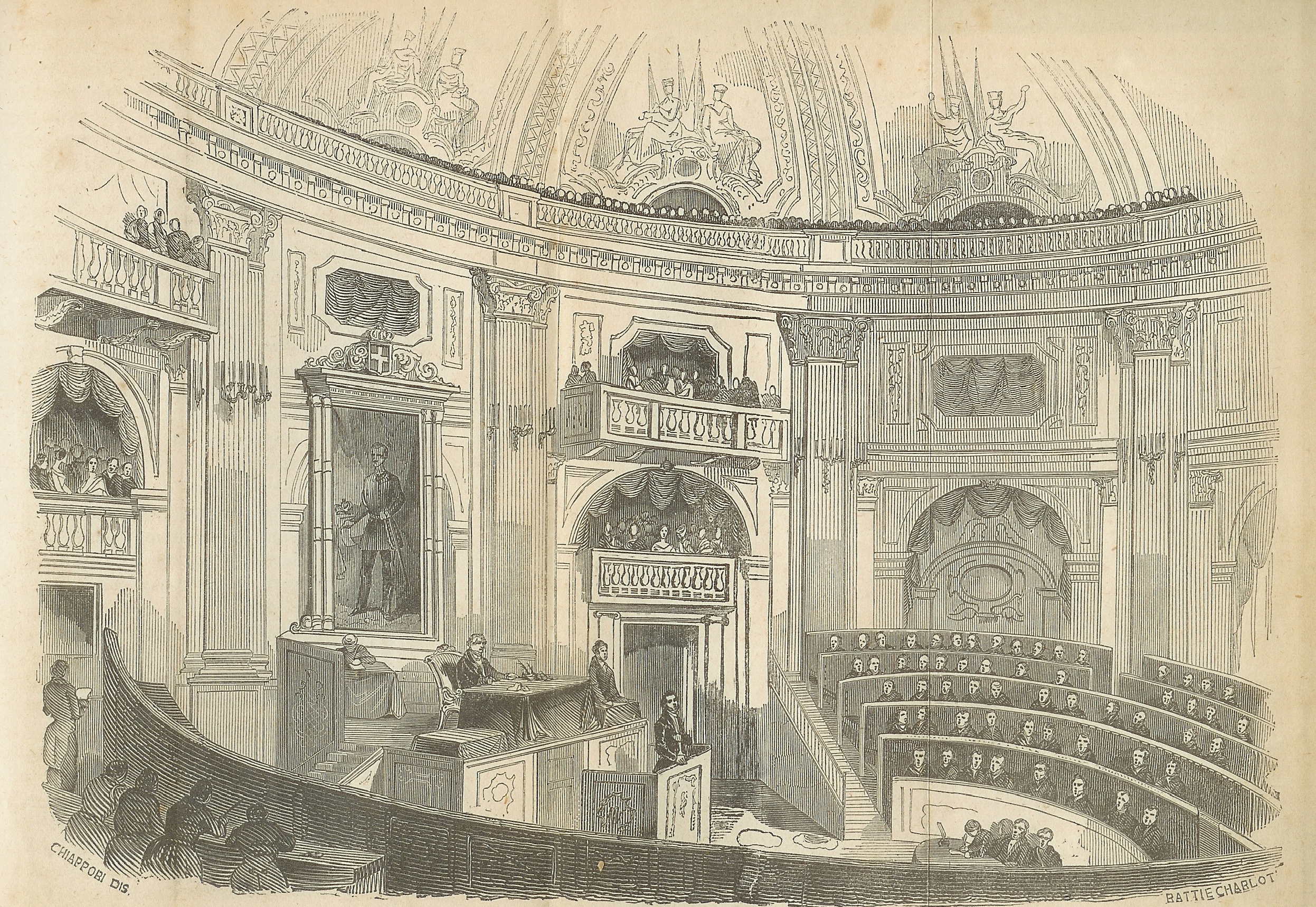
Stich des ersten Plenarsaals im Palazzo Carignano (1852)

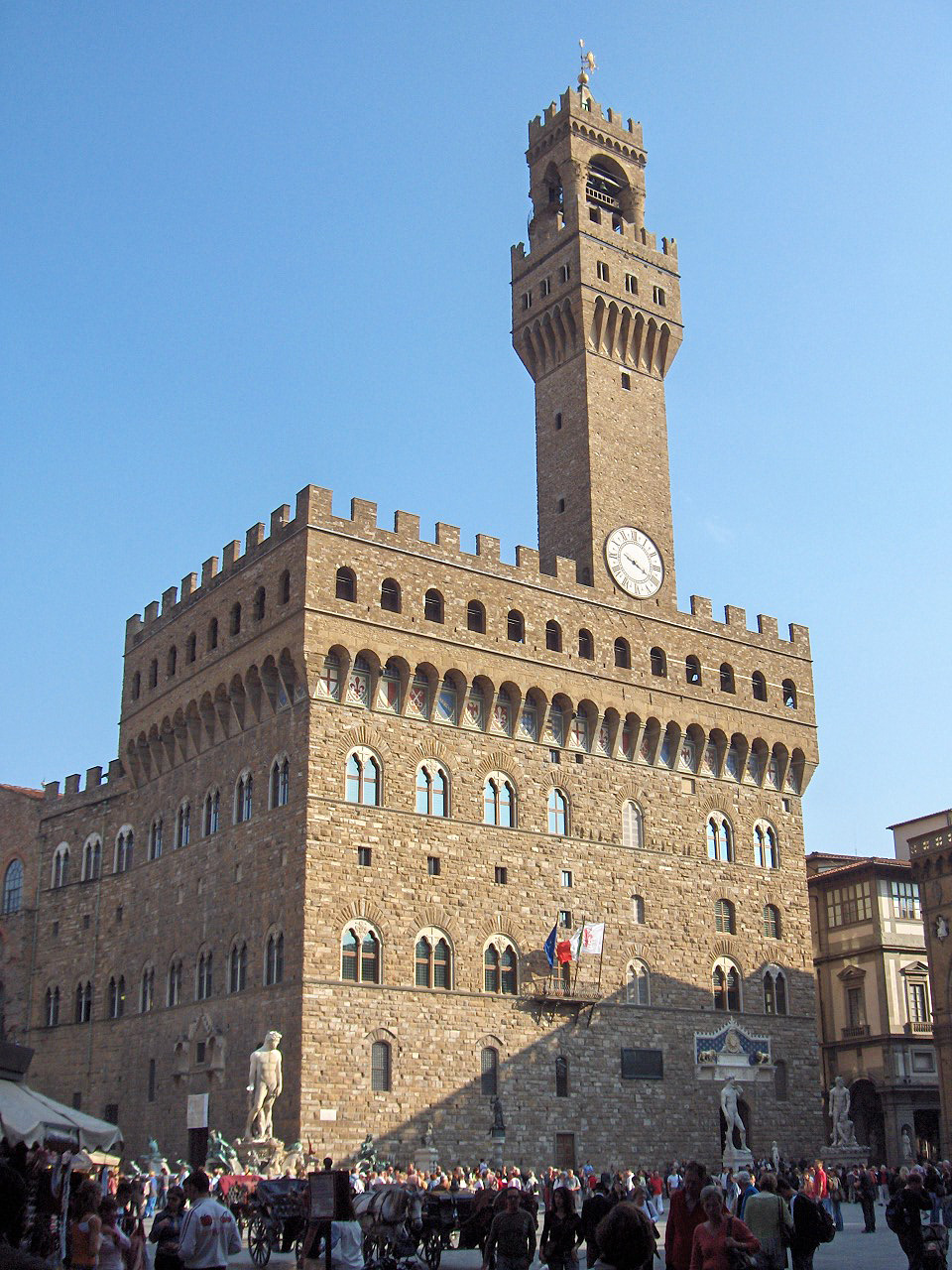
Der Palazzo Vecchio in Florenz, wo sich die Kammer von 1865 bis 1871 befand

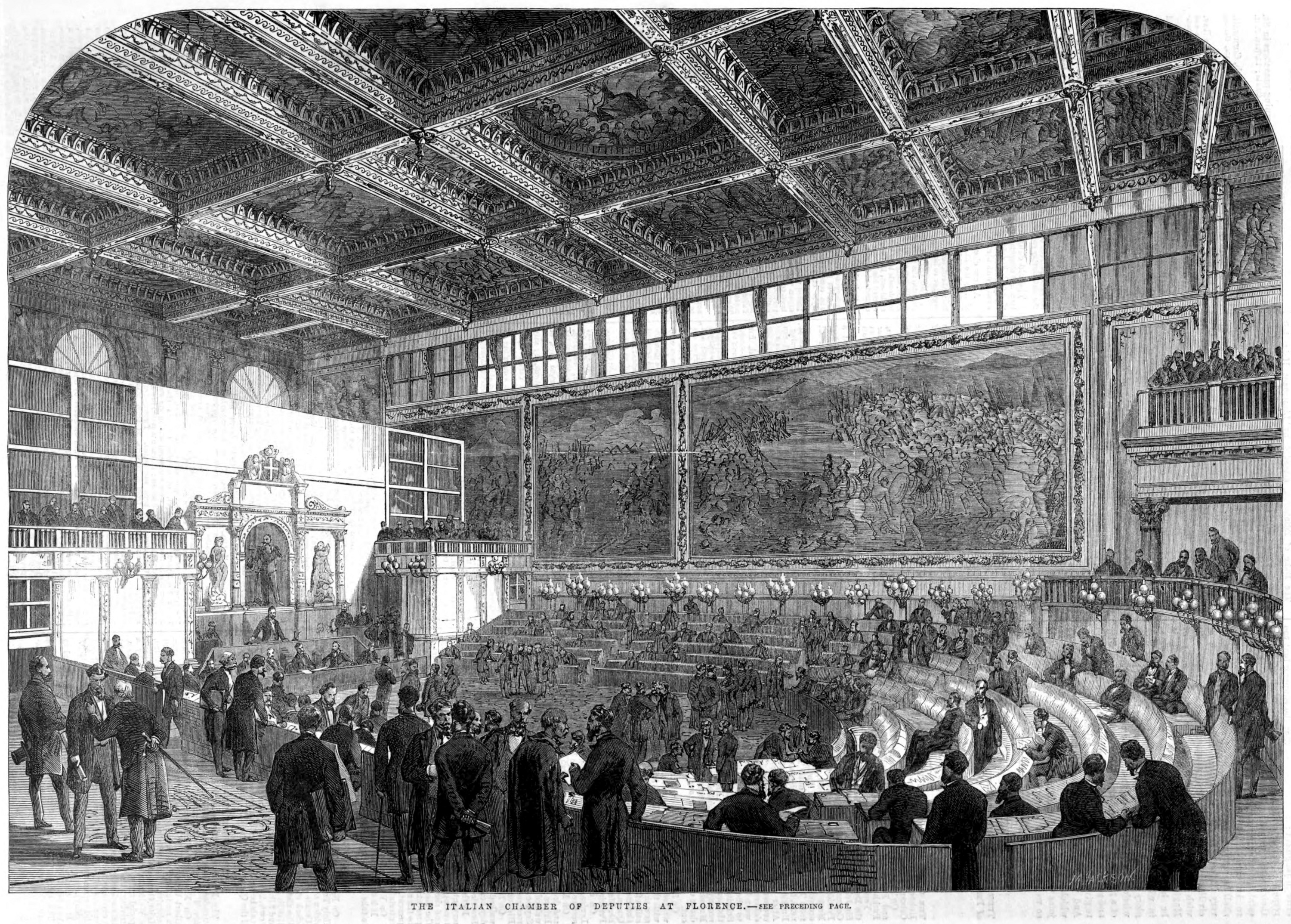
Der Plenarsaal im Palazzo Vecchio in Florenz im Jahr 1867

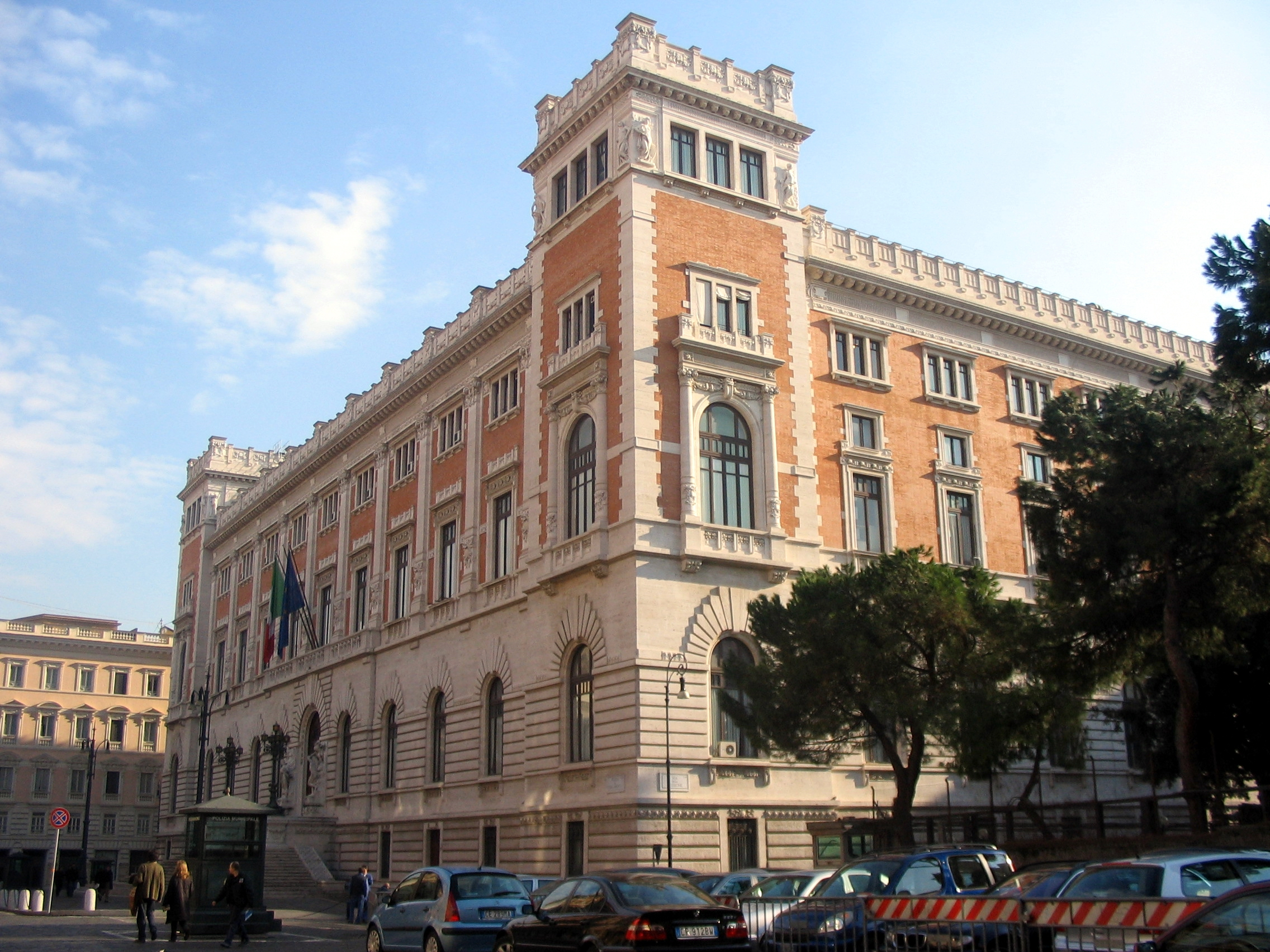
Der zwischen 1908 und 1918 im Jugendstil errichtete nördliche Teil des Palazzo Montecitorio in Rom, in dem sich der Plenarsaal befindet

Die italienische Abgeordnetenkammer hat ihren Ursprung im Königreich Sardinien-Piemont, aus dem im Jahr 1861 das Königreich Italien hervorging.
Rund 800 Jahre hatte das Haus Savoyen in seinem beiderseits der Westalpen gelegenen Herrschaftsgebiet und ab 1720 auch auf Sardinien weitgehend ohne Parlament regiert. Die Generalstände und die sardischen Stamenti wurden nur sehr selten einberufen. Die Revolution von 1848 zwang Karl Albert von Savoyen zum Erlass einer Verfassung (Statuto Albertino) und damit zur Einführung einer konstitutionellen Monarchie. Die Verfassung von 1848 sah ein Zweikammersystem vor: die Camera dei deputati bildete das Unterhaus, der Senato del Regno das Oberhaus. Die Abgeordneten wurden nach eingeschränktem Zensuswahlrecht von einem zunächst sehr kleinen Teil des Volkes gewählt (knapp zwei Prozent; Frauen blieben ganz ausgeschlossen), die Senatoren vom Monarchen auf Lebenszeit ernannt. Beide Parlamentskammern waren bei der Gesetzgebung gleichberechtigt.
Die Abgeordnetenkammer tagte ab 1848 im Palazzo Carignano in Turin, wo sie zunächst auch nach der Ausrufung des Königreichs Italien blieb. 1865 wurde das zentraler gelegene Florenz italienische Hauptstadt. Im dortigen Palazzo Vecchio machte man den „Saal der Fünfhundert“ zum Plenarsaal. Nach der Beseitigung des restlichen Kirchenstaates im Jahr 1870 wurde Rom schließlich Hauptstadt Italiens, wo man als Sitz der Abgeordnetenkammer den Palazzo Montecitorio auswählte. Der erste, eher provisorische, in einem Innenhof gebaute Plenarsaal wurde am 27. November 1871 eröffnet, er erwies sich jedoch in verschiedener Hinsicht als völlig ungeeignet und wurde im Jahr 1900 ganz aufgegeben. Pläne für ein neues Parlamentsgebäude in der Via Nazionale konnte man nicht realisieren. Wegen der umfangreichen Um- und Ausbauarbeiten im Palazzo Montecitorio musste die Abgeordnetenkammer bis 1918 einen provisorischen Sitzungssaal in der Via della Missione nutzen.
Bis zum Ersten Weltkrieg wurden die Abgeordneten durch ein Mehrheitswahlsystem gewählt, wobei man den erwähnten Zensus und weitere Einschränkungen nach und nach abbaute (1882 waren knapp 7 Prozent wahlberechtigt, 1913 dann über 23 Prozent). 1848 hatte die Abgeordnetenkammer 204 Mitglieder, 1861 stieg die Zahl nach der Einigung auf 443, im Jahr 1867 dann auf 493, von 1870 bis 1921 hatte die Kammer 508 Sitze, von 1921 bis 1929 schließlich 535 Sitze. Die zusätzlichen Sitze wurden wegen der verschiedenen Gebietserweiterungen notwendig. Die seit 1848 laufende Nummerierung der Legislaturperioden wurde trotz der Einigung Italiens im Jahr 1861 nicht verändert.
1919 durften erstmals alle volljährigen Männer durch Verhältniswahl eine neue Abgeordnetenkammer wählen. Die Sozialisten gewannen mit 32,3 Prozent klar vor der neuen christdemokratischen Volkspartei, die auf 20,5 Prozent kam. Zwei Jahre später erreichten die Faschisten bei vorgezogenen Wahlen knapp 20 Prozent. Nachdem Benito Mussolini Ende Oktober 1922 Ministerpräsident geworden war, genehmigte ihm das Parlament am 14. November 1923 ein neues Wahlrecht, das sogenannte Acerbo-Gesetz. Zwar blieb das Verhältniswahlsystem grundsätzlich erhalten, die stärkste Partei oder Koalition sollte jedoch zwei Drittel der Abgeordneten stellen, sofern sie mindestens 25 Prozent der Wählerstimmen auf sich vereinigen konnte. Mussolinis Sammelliste, die neben Faschisten auch Liberale, Katholiken, Konservative und Nationalisten umfasste, erreichte bei den Wahlen am 6. April 1924 ein Ergebnis von 64,9 Prozent und damit fast die Zweidrittelmehrheit, die ihr auf Grund des neuen Wahlgesetzes ohnehin sicher war. Diese Mehrheit, aber auch die verantwortungslose Haltung des Monarchen, erlaubte es Mussolini, die demokratische Grundordnung des italienischen Staates in den folgenden drei Jahren zu beseitigen. Man verkündete, dass der Faschismus das Dogma der Volkssouveränität ablehne und im Mittelpunkt der faschistischen Doktrin die Souveränität des Staates stehe. Demzufolge sollte die Abgeordnetenkammer keine Volksvertretung mehr sein, sondern ein legislatives Staatsorgan, in dem nur mehr Faschisten zu sitzen hatten. Bei den 1929 und 1934 abgehaltenen „Wahlen“ konnte man nur noch für oder gegen die aus 400 Kandidaten bestehende faschistische Einheitsliste stimmen. Die Wahlergebnisse wiesen eindeutig auf Einschüchterungen und Wahlfälschung hin.
Vor den 1939 anstehenden „Wahlen“ wurde die Camera dei deputati von der Camera dei Fasci e delle Corporazioni, der „Kammer der Verbände und Innungen“ abgelöst, womit man augenscheinlich das faschistische Gesellschaftsmodell des autoritären Korporatismus auch institutionell verankern wollte, tatsächlich aber nur lästige Wahlen abschaffte. Die Mitgliedschaft in der neuen Kammer beruhte auf der Mitgliedschaft in den Führungsorganen der faschistischen Partei und der verschiedenen Innungen. Die Anzahl der Mitglieder war nicht festgelegt, sie lag zwischen 1939 und 1943 im Allgemeinen bei etwas über 600. Den Senat, eigentlich als politisches Gegengewicht zur Abgeordnetenkammer gedacht, stellte man vor allem durch die Ernennung von regierungsfreundlichen Senatoren ins Abseits. Wichtigstes politisches Entscheidungsorgan blieb neben der Regierung der verfassungswidrige Große Faschistische Rat, welcher Mussolini am 25. Juli 1943 das Misstrauen aussprach.
Nach dem Sturz Mussolinis und der Einsetzung einer neuen Regierung durch den König verblieb das militärisch besetzte Italien bis 1946 ohne ein gewähltes Parlament. Im April 1945 richtete man mit der Consulta Nazionale ein Beratungsorgan ein, dessen zunächst rund 300, später dann über 400 Mitglieder im Palazzo Montecitorio tagten. Die Mitglieder der Consulta gehörten größtenteils dem antifaschistischen Comitato di Liberazione Nazionale an, ansonsten waren auch Vertreter von Gewerkschaften, der Wirtschaft und auch von kulturellen Organisationen vertreten. Von Bedeutung war unter anderem ihr Beitrag zu den Vorbereitungen für die ersten demokratischen Wahlen seit 1924, bei denen erstmals in Italien auch Frauen teilnehmen durften. Am 2. und 3. Juni 1946 wurde mit der Assemblea Costituente nicht nur eine Verfassunggebende Versammlung gewählt, sondern auch über die zukünftige Staatsform abgestimmt, wobei sich die Anhänger der Republik gegen die der Monarchie durchsetzen konnten. Der 2. Juni ist bis heute der Nationalfeiertag Italiens.

### Republik
Die 556 Mitglieder der bis 1948 im Palazzo Montecitorio tagenden Assemblea Costituente schufen die am 1. Januar 1948 in Kraft getretene Verfassung der Republik Italien. Daneben ratifizierten sie als Parlamentarier auch internationale Verträge, darunter den Pariser Friedensvertrag von 1947, übten die Budgethoheit aus und kontrollierten die von Alcide De Gasperi geführte Regierung, die vom Vertrauen der Verfassunggebenden Versammlung abhängig war. Auf der Grundlage der neuen Verfassung wurden am 18. April 1948 die zunächst 574 Abgeordneten der somit wiederhergestellten Camera dei deputati und die seinerzeit 237 Senatoren des neuen Senato della Repubblica gewählt. Bis 1992 erfolgten die Wahlen nach einem reinen Verhältniswahlrecht ohne jedwede Sperrklausel, was den kleinen Parteien eine unverhältnismäßige Machtstellung einräumte. Ihren Forderungen verliehen sie Nachdruck, indem sie regelmäßig Regierungen stürzten, sich dann aber wieder an neuen Regierungen beteiligten. Die führende Christdemokratische Partei benötigte diese kleinen Koalitionspartner, um eine drohende demokratische Machtübernahme der sehr starken Kommunistischen Partei zu verhindern. Mangels Alternativen blieben trotz häufiger Regierungswechsel bis Anfang der 1990er Jahre immer die Christdemokraten mit ihren kleinen Koalitionspartnern an der Macht und sicherten sich diese durch eine großzügige, die finanziellen Möglichkeiten Italiens übersteigende Sozialpolitik und nicht selten auch durch Wahlabsprachen mit der Mafia.
Dieses Parteiensystem kollabierte in den 1990er Jahren im Zug der Tangentopoli-Skandale. Gleichzeitig führte der Zusammenbruch des Ostblocks zu einer tiefgreifenden Veränderung der Kommunistischen Partei Italiens, die dem Kommunismus abschwor und nach den gewonnenen Parlamentswahlen von 1996 als demokratische Linke die Geschicke Italiens maßgeblich mitbestimmen konnte. Dieser Umbruch markierte zusammen mit der Einführung eines weitgehenden Mehrheitswahlrechts (1993) auch den inoffiziellen Wechsel von der ersten zur sogenannten zweiten Republik. In den Jahren danach wurden wiederholt Versuche unternommen, die Gleichstellung von Abgeordnetenkammer und Senat im Gesetzgebungsverfahren zu beenden. Der Umstand, dass die Regierung vom Vertrauen beider Parlamentskammern abhängig ist, geriet im Lauf der Zeit immer stärker in die Kritik, insbesondere in Legislaturperioden, in denen es in den beiden Parlamentskammern unterschiedliche Mehrheiten gab. Die bis heute andauernden Reformbestrebungen würden die Rolle Abgeordnetenkammer gegenüber der eines auf regionale und Verfassungsangelegenheiten beschränkten Senats deutlich stärken.

## Wahl zur Abgeordnetenkammer
Die Abgeordneten werden in allgemeiner, unmittelbarer, freier, gleicher und geheimer Wahl gewählt. Wahlberechtigt sind mindestens 18 Jahre alte italienischen Staatsbürger einschließlich der im Ausland lebenden Italiener. Alle mindestens 25 Jahre alten Wahlberechtigten können zu Abgeordneten gewählt werden. Anfangs sah die Verfassung eine veränderbare Zahl von Abgeordneten auf der Grundlage der Bevölkerungszahl eines jeden Wahlkreises vor. Die Zahl der Abgeordneten wurde durch eine 1963 durchgeführte Verfassungsänderung schließlich auf 630 festgelegt. Auf Grund des Verfassungsreferendums von 2020 wurde diese Zahl mit Beginn der 19. Legislaturperiode (13. Oktober 2022) auf 400 verringert, von denen 392 im Inland und acht von den Auslandsitalienern gewählt werden.
Während bis 1993 ein über Jahrzehnte wenig geändertes Verhältniswahlrecht galt, kam es seither mehrfach zu grundlegenden Änderungen. Von 1993 bis 2005 wurden drei Viertel der Parlamentsmitglieder nach Mehrheitswahl und das verbleibende Viertel nach Verhältniswahl gewählt. Mehrheits- und Verhältniswahl waren dabei nicht vollständig getrennt. Von 2005 bis 2013 galt ein Wahlsystem, bei dem die Sitze prinzipiell proportional verteilt wurden, der stimmenstärksten Koalition oder einzelnen Partei jedoch 55 % der Sitze garantiert wurden. Nachdem diese Regelung 2013 für verfassungswidrig erklärt wurde und dies teilweise auch bei einer 2015 verabschiedeten Nachfolgeregelung der Fall war, wurde 2017 erneut ein grundlegend neues Wahlsystem eingeführt. Demnach werden drei Achtel der Sitze nach relativer Mehrheitswahl in Einerwahlkreisen und fünf Achtel proportional verteilt, wobei für die Proporzsitze eine 3 %-Hürde gilt.

## Organe der Abgeordnetenkammer

### Präsidium
Den Vorsitz des Präsidiums (Art. 5 und 12 der als „Internen Regelung“ bezeichneten Geschäftsordnung) hat der Präsident der Abgeordnetenkammer inne. Es setzt sich zusammen aus:
- den vier stellvertretenden Präsidenten, die mit dem Präsidenten zusammenarbeiten und im Falle seiner Abwesenheit den Vorsitz der Plenumssitzungen in Rotation übernehmen,
- den drei Quästoren,
- mindestens acht Sekretariatsabgeordneten (Art. 5 und 11 der internen Regelung), die mit dem Präsidenten zusammenarbeiten, um die Vorschriftsmäßigkeit der Abstimmungen sicherzustellen.

Die Anzahl der Sekretariatsabgeordneten kann erhöht werden, damit alle „Gruppen“ (Fraktionen) im Präsidium vertreten sind (Art. 5, Abs. 4 und 5 der internen Regelung).

### Quästoren
Die drei Quästoren sind Abgeordnete, die nach den Anweisungen des Präsidenten gemeinsam für das gute Funktionieren von Verwaltung, Zeremoniell, Ordnung und Sicherheit der Abgeordnetenkammer zuständig sind. Sie stellen das Kollegium der Quästoren dar.

### Gruppen
Zum Zwecke der ordentlichen Arbeitsfähigkeit des Parlamentes ordnen sich die Abgeordneten in der Abgeordnetenkammer gemäß ihrer politischen Orientierung in parlamentarischen Gruppen (ital. gruppi parlamentari, in Deutschland „Fraktionen“, in Österreich „Klubs“) an. Für jene Abgeordneten, die sich nicht zu einer Zahl von mindestens 20 zusammenschließen und sich keiner anderen Gruppe anschließen, ist eine gemischte Gruppe vorgesehen.
Jede Gruppe hat ihren Vorsitz und wählt einen Präsidenten. Die Präsidenten der Gruppen versammeln sich in der Konferenz der Präsidenten, um die Tagesordnung zu bestimmen und nehmen auch an den Beratungen des Staatspräsidenten zur Regierungsbildung teil.
Prinzipiell herrscht Gruppenzwang. Abweichler können aber nur in ernsten Fällen aus der Gruppe ausgeschlossen werden.

### Konferenz der Präsidenten
Die Konferenz der Präsidenten besteht aus den Präsidenten der parlamentarischen Gruppen. Den Vorsitz hat der Präsident der Abgeordnetenkammer inne. Die Regierung wird über jede Sitzung der Konferenz in Kenntnis gesetzt, damit sie einen eigenen Vertreter entsenden kann. Die Konferenz ist für die Arbeitsplanung der Abgeordnetenkammer zuständig. Dies geschieht über die Festlegung von Tagesordnung und Sitzungskalender (Art. 23 und 24. der internen Regelung).

### Das Plenum

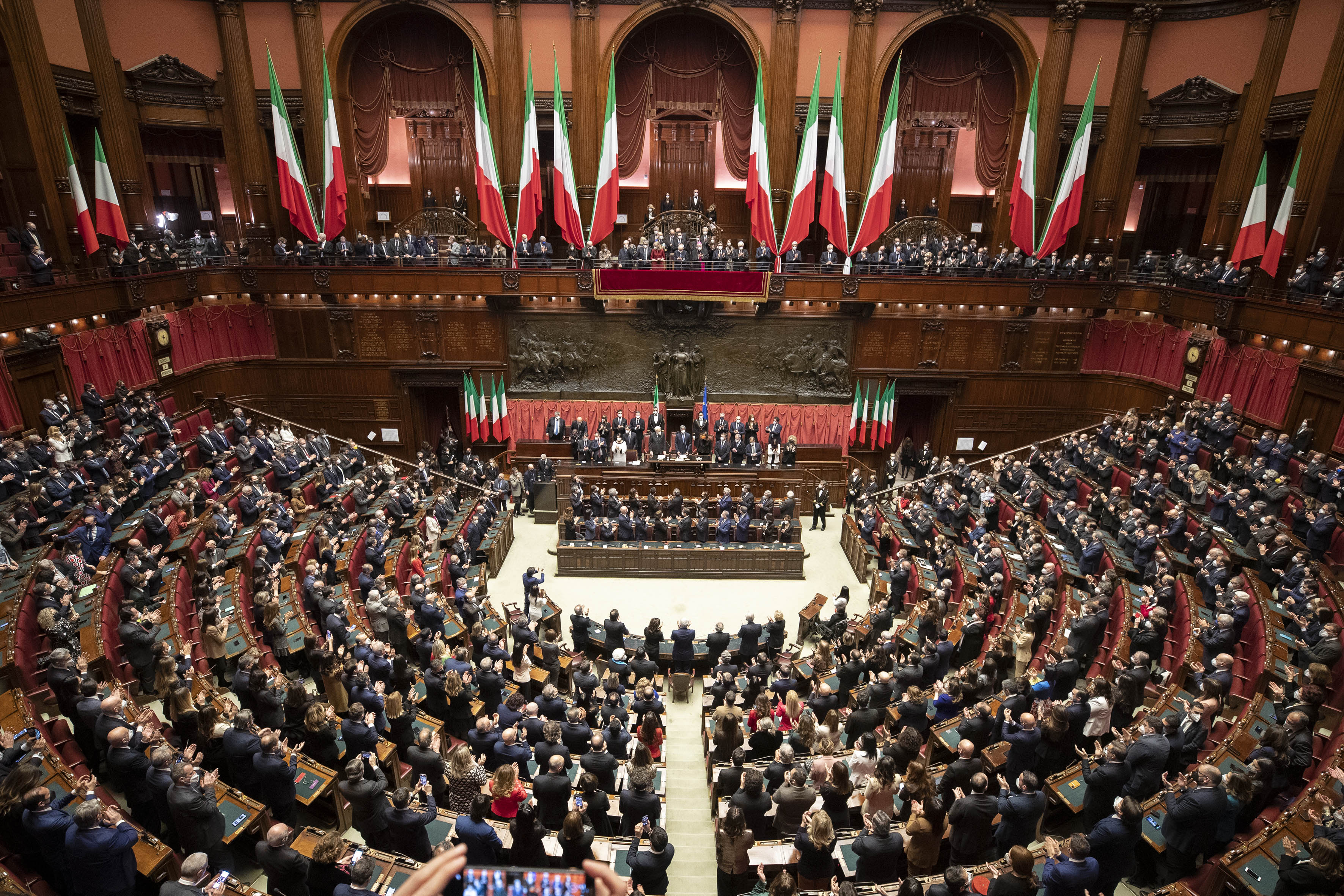
Der Plenarsaal

Das Plenum setzt sich aus allen Abgeordneten zusammen, die sich im Plenarsaal von Palazzo Montecitorio versammeln und ihre Arbeit nach Tagesordnung und Sitzungskalender orientieren. An den Versammlungen im Plenum nimmt auch die Regierung mit ihren Ministern teil.

### Die ständigen Ausschüsse
Die italienische Abgeordnetenkammer kennt 14 ständige Ausschüsse. Sie befassen sich mit den folgenden Themenbereichen: Verfassungsangelegenheiten, Justiz, Auswärtige Angelegenheiten, Verteidigung, Etat, Finanzen, Kultur, Umwelt, Transporte und Kommunikation, produzierendes Gewerbe, Arbeit, Soziale Angelegenheiten, Landwirtschaft und schließlich Europäische Union.

### Besondere Ausschüsse
Es gibt zwei besondere Ausschüsse. Der eine untersucht jene Gesetzesentwürfe, die Umrechnungskurse betreffen. Der andere ist ein Ehrengericht, das den Wahrheitsgehalt von Vorwürfen prüft, die im Rahmen einer parlamentarischen Debatte fallen und durch die der betroffene Abgeordnete seine Ehre verletzt sieht.

### Kommissionen
In der Abgeordnetenkammer existieren drei Kommissionen: die Kommission für die interne Regelung berät über Änderungen oder die Auslegung der Geschäftsordnung der Abgeordnetenkammer, die Kommission für Wahlen prüft die Rechtmäßigkeit der Wahlen zur Abgeordnetenkammer, auch hinsichtlich einer eventuellen Nichtwählbarkeit und Inkompatibilität der einzelnen Abgeordneten. Die Kommission für Autorisierungen genehmigt gegebenenfalls Ermittlungen der Strafverfolgungsbehörden gegen einzelne Abgeordnete, soweit deren Immunitätsrechte betroffen sind.

### Gesetzgebungskomitee
Das Gesetzgebungskomitee setzt sich aus zehn vom Präsidenten des Abgeordnetenhauses ausgewählten Abgeordneten zusammen, wobei fünf Abgeordnete dem Mehrheitsbündnis und fünf der Opposition angehören müssen. Der Vorsitz rotiert. Die Aufgabe des Gesetzgebungskomitees besteht darin, die Qualität von Gesetzesentwürfen zu beurteilen, indem ihre Homogenität, Einfachheit, Klarheit und Formulierung bewertet wird.

### Der Untersuchungsausschuss
Es besteht die Möglichkeit im Falle von Unklarheiten von Bedeutung für den gesamten Staat einen Untersuchungsausschuss einzurichten. Häufig geschieht dies in Form von Zweikammeruntersuchungsausschüssen, d. h. Ausschüssen, in denen sowohl Abgeordnete als auch Senatoren vertreten sind. 
Ein Untersuchungsausschuss erfüllt seine Aufgaben gemäß Art. 82 der italienischen Verfassung mit denselben Befugnissen eines Strafrichters, kann allerdings niemanden verurteilen. Am Ende seiner Arbeit legt der Untersuchungsausschuss dem Parlament einen Bericht vor, welches dann die entsprechenden gesetzgeberischen Maßnahmen ergreifen oder Regierungsmitglieder, die sich nicht korrekt verhalten haben, ihres Amtes entheben kann.
Ein Beispiel ist der „Untersuchungsausschuss zur organisierten Kriminalität“ (Commissione parlamentare d’inchiesta sul fenomeno della criminalità organizzata), der im Zuge des Kampfes gegen die Mafia entstanden ist.
Die gemischten Ausschüsse, Zweikammerausschüsse, bestehen sowohl aus Senatoren als auch aus Abgeordneten.

## Sonstiges

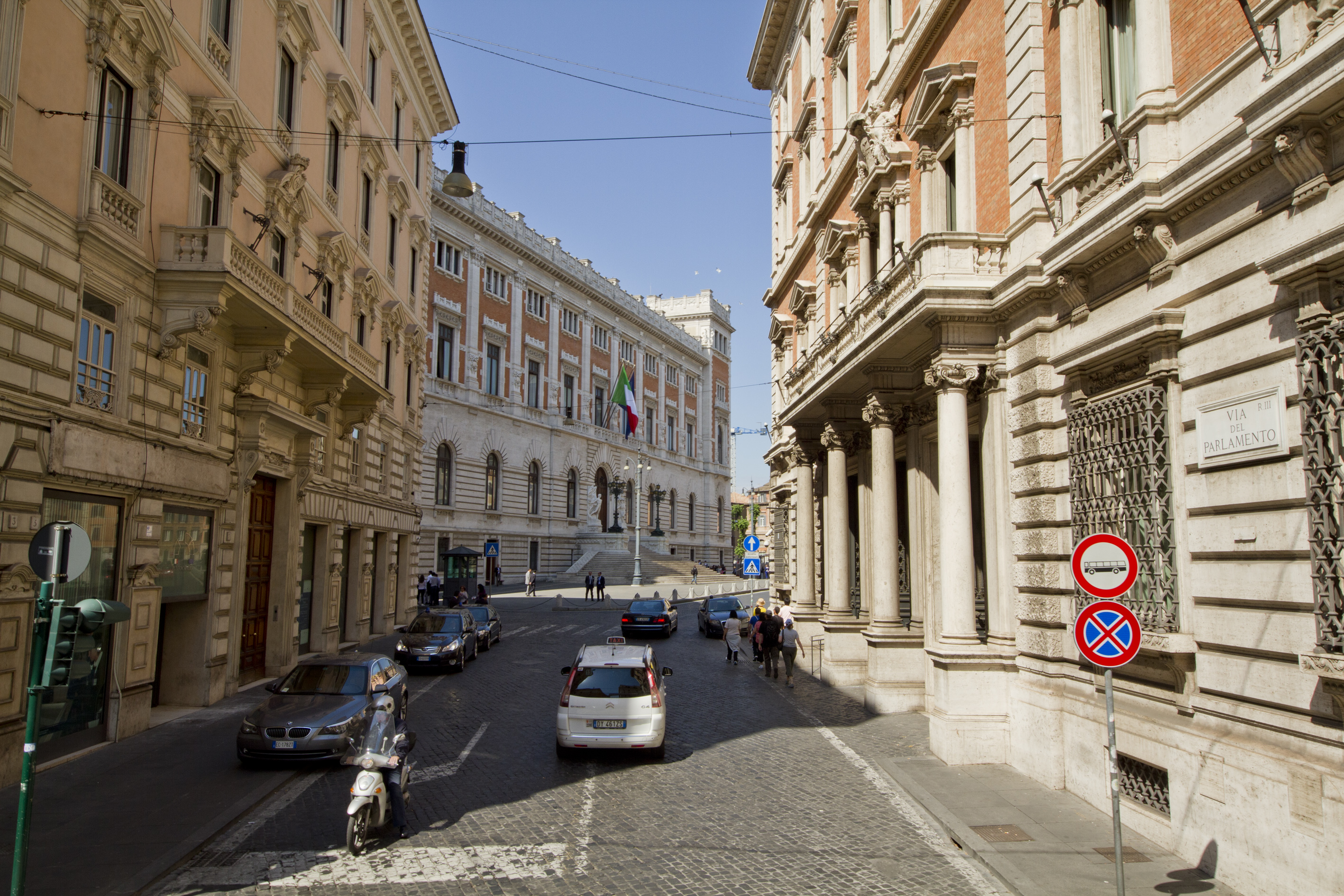
Via del Parlamento mit Nordseite des Palazzo Montecitorio, rechts Palazzo del Banco di Napoli, links Palazzo Theodoli-Bianchelli

In der näheren Umgebung des Palazzo Montecitorio nutzt die Abgeordnetenkammer noch eine Reihe weiterer Gebäude. 
Unmittelbar westlich, mit dem Palazzo Montecitorio durch einen Übergang über die kleine Via della Missione verbunden, liegt ein Gebäudekomplex, in dem sich Dienststellen der Verwaltung der Abgeordnetenkammer befinden (⊙). Er dient auch als Fraktionsgebäude und hat deswegen einen größeren Sitzungssaal. Westlich davon, jenseits der Via di Campo Marzio und südlich des Vicolo Valdina, befindet sich der ehemalige Benediktinerinnen-Konvent Santa Maria in Campo Marzio (⊙), der heute Abgeordnetenbüros beherbergt.
Etwa 250 Meter südlich des Palazzo Montecitorio, im Gebäudekomplex Santa Maria sopra Minerva an der Via del Seminario (⊙), befinden sich das Archiv der Abgeordnetenkammer und die Parlamentsbibliothek, die mit rund 2,1 Millionen Bänden eine der größten ihrer Art ist. Die Biblioteca Casanatense befindet sich ebenfalls in diesem Gebäudekomplex, ist jedoch eigenständig und damit nicht Teil der Parlamentsbibliothek. Im Palazzo di Via del Seminario tagen die gemeinsamen Ausschüsse von Abgeordnetenkammer und Senat. Die ständigen Ausschüsse der Abgeordnetenkammer tagen im Palazzo Montecitorio.
Wenige Meter nordöstlich des Palazzo Montecitorio liegen zu beiden Seiten der Via del Parlamento und an der Via del Corso (⊙) die beiden Gebäude Palazzo del Banco di Napoli und Palazzo Theodoli-Bianchelli, in denen Verwaltungsdienststellen und Abgeordnetenbüros untergebracht sind.